# Morning Musume
Morning Musume (яп. モーニング娘。 Мо:нингу Мусумэ) — японская женская идол-группа. По суммарным продажам синглов одна из самых успешных женских музыкальных групп Японии, рекордсмен по количеству синглов в топ-10 Oricon, единственная женская группа, занимавшая первое место в чартах Oricon в трёх десятилетиях.
Название группы переводится как «Утренние девушки». Часто для краткости группу неофициально называют «Момусу» (яп. モー娘). 
Morning Musume является основной группой проекта Hello! Project, продюсируемого Цунку и находящегося под эгидой кастинг-агентства Up-Front Group.
Состав группы периодически изменяется, и на данный момент в Morning Musume не осталось ни одной из участниц «первого поколения» 1997 года. Старшие девушки «оканчивают» группу, набор новых производится в сериях прослушиваний, транслируемых по телевизору.
C 1 января 2014 года группа называется Morning Musume '14 (яп. モーニング娘。'14). По заявлению Цунку, продюсера группы, целью создания нового названия является облегчение запоминания связанных с группой дат (например, дат выпусков синглов).

С 1 января 2014 года группа будет называться Morning Musume '14.(Мо: нингу мусумэ уан фо:).
Переименование после 17 лет «Morning Musume» проводится ради продолжения существования группы через ещё 10, 20, и 30 лет.
«Сингл с названием ххх, какого он года?» или «Идол ххх, когда она была в группе?» — на такие вопросы легко ответить «годом» в названии.
Соответственно, в 2015 году группа будет переименована в Morning Musume '15.
Оригинальный текст (яп.)
2014年で命名より17年になる「モーニング娘。」ですが、
この先も10年20年30年とグループを存続させて行く為にも
「○○○○と言う曲名のシングルっていつ頃の歌だっけ！？」や「○○さんって、いつ時代のモーニング娘。だった？」
などという素朴な疑問が即座にわかっていただければと思い「年」を表記することにしました。
よって2015年1月1日からは「モーニング娘。'15（もーにんぐむすめ わんふぁいぶ）」と表記する予定です。

## Текущий состав
| Поколение | Имя            | Дата рождения   | Возраст | Дата присоединения | Цвета участниц   | Заметка  |
| --------- | -------------- | --------------- | ------- | ------------------ | ---------------- | -------- |
| 9         | Эрина Икута    | 7 июля 1997     | 28      | 2 января 2011      | Светло-зелёный   | Лидер    |
| 11        | Сакура Ода     | 12 марта 1999   | 26      | 14 сентября 2012   | Лавандовый       | Сублидер |
| 12        | Мики Нонака    | 7 октября 1999  | 25      | 30 сентября 2014   | Пурпурный        | Сублидер |
| 12        | Мариа Макино   | 2 февраля 2001  | 24      | 30 сентября 2014   | Розовый          |          |
| 12        | Аканэ Хага     | 7 марта 2002    | 23      | 30 сентября 2014   | Оранжевый        |          |
| 13        | Рэйна Ёкояма   | 22 февраля 2001 | 24      | 12 декабря 2016    | Золотисто-жёлтый |          |
| 15        | Рио Китагава   | 16 марта 2004   | 21      | 22 июня 2019       | Синее море       |          |
| 15        | Хомарэ Окамура | 9 мая 2005      | 20      | 22 июня 2019       | Дэйзи            |          |
| 15        | Мэй Ямадзаки   | 28 июня 2005    | 20      | 22 июня 2019       | Ярко-зелёный     |          |
| 16        | Рио Сакурай    | 11 ноябрь 2005  | 19      | 29 июнь 2022       | чай с молоком    |          |
| 17        | Харука Иноуэ   | 6 может 2006    | 19      | 23 может 2023      | мятно-зеленый    |          |
| 17        | Ако Юмигета    | 8 июль 2008     | 17      | 23 может 2023      | чистый красный   |          |

## История

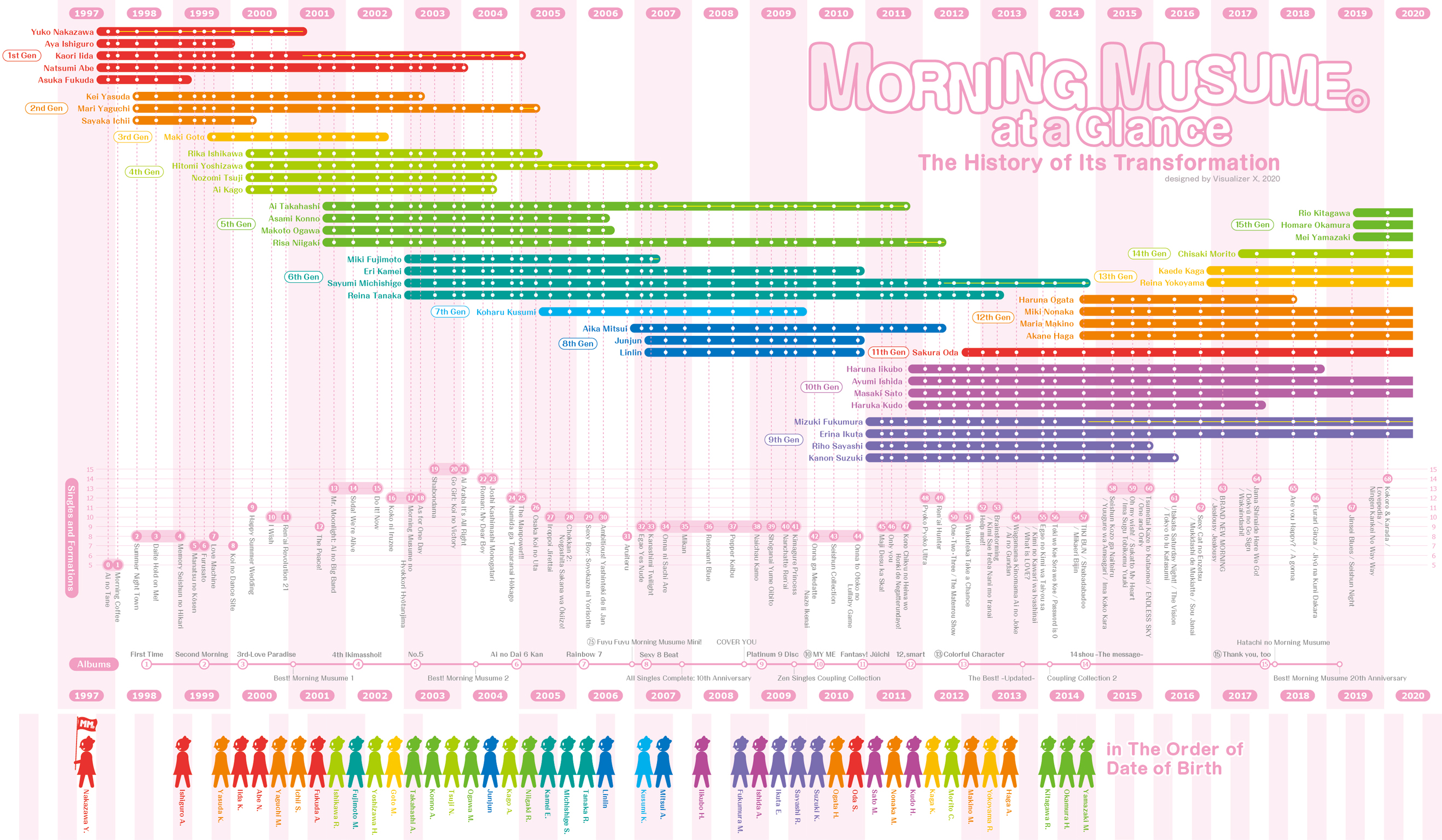
История изменения состава и синглов

### 1997: Создание группы
В 1997 году японская группа Sharam Q провела прослушивание на шоу ASAYAN, победительница которого, Митиё Хэйкэ, получила возможность выступать под продюсированием группы. Девушкам, занявшим последующие пять мест, Цунку, солист Sharam Q, сделал следующее предложение: в случае, если они запишут сингл «Ai no tane» и продадут тиражом в 50 000 за пять дней, то тоже пройдут прослушивание. Созданная группа — Morning Musume — успешно справилась с этой задачей. Началась подготовка к выпуску следующего сингла «Morning Coffee», уже в составе нового клуба Hello! Project.

### 1998—2001
После выпуска «Morning Coffee» в 1998 году провели ещё одно прослушивание, в результате которого к группе присоединились три девушки, известные, как второе поколение Morning Musume. В этом же году сингл «Daite HOLD ON ME!» достиг первой строчки чарта Oricon.
В 1999 году группу покинула Асука Фукуда, и было решено провести прослушивание в третье поколение, присоединившее к группе Маки Гото. Следующий сингл Love Machine разошёлся более чем миллионным тиражом, поставив многолетний рекорд среди женских идол-групп страны (рекорд был побит синглом Manatsu no Sounds Good! группы AKB48 в 2012 году). Последующие синглы также подбирались к миллионной отметке, но популярность постепенно падала. Состав группы пополнился на ещё одно четвёртое поколение, а Ая Исигуро и Саяка Итии покинули группу.

### 2002—2006
После трех покоривших чарты синглов «Do It! Now» занял лишь третье место, после чего из группы ушла Маки Гото. Однако затем «Koko ni Iruzee!» вновь поднял Morning Musume на первую строчку Oricon. Включение в состав участниц шестого поколения, в том числе Мики Фудзимото, ранее выступавшую сольно, увеличило количество участниц до пятнадцати. Вследствие этого группа была разделена на Morning Musume Otomegumi и Morning Musume Sakuragumi, выпускающие синглы независимо друг от друга. В 2004 году после выпуска «Ai Araba IT’S ALL RIGHT» группу покинула Нацуми Абэ.
В 2005 прослушивание в седьмое поколение не прошла ни одна из более чем пяти тысяч претенденток. Однако в группу вошла Кохару Кусуми, которая также до этого вела сольную карьеру. В апреле Мари Ягути завершила карьеру без «выпускного» концертного тура, как это было принято ранее. Составом в десять человек Morning Musume выпустили уже 27-й сингл «Iroppoi Jirettai».
В 2006 году ушли из группы Асами Конно и Макото Огава, после чего Айка Мицуи прошла прослушивание в восьмое поколение, и с синглом «Aruiteru» группа впервые за три года вновь поднялась на первую строчку чартов.

### 2007—2011

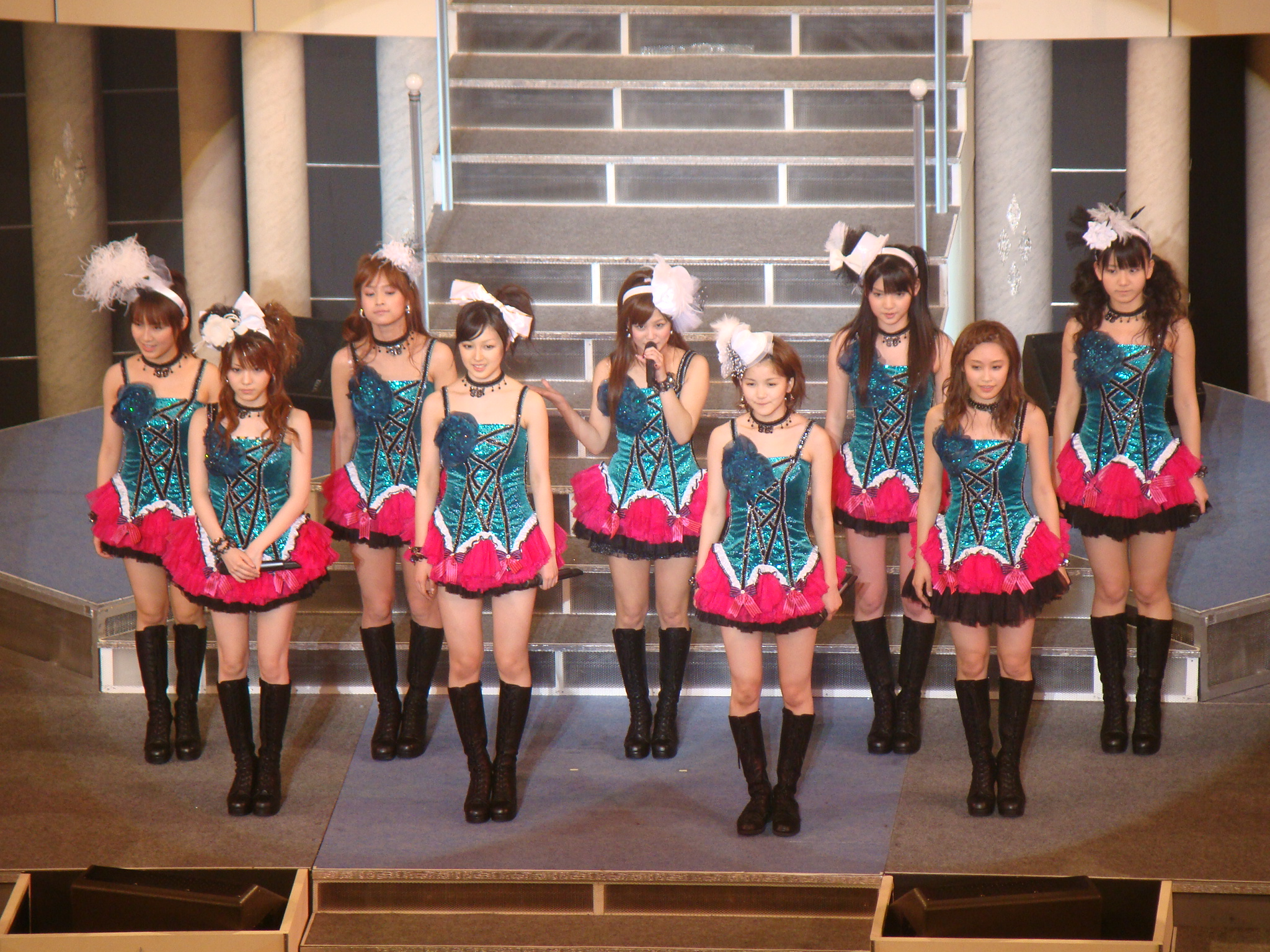
Platinum 9 Tour весна 2009 года

В марте 2007 года продюсер Цунку заявил, что в группу вступают две участницы из Китая, Цянь Линь и Ли Чунь, под псевдонимами «Linlin» и «Junjun», соответственно. С тех пор Hello! Project начал все активнее продвигать свои группы в других странах юго-восточной Азии. Название группы было переведено на китайский как Цзао Ань Шаону Цзу (кит. 早安少女組 — дословно «группа девушек доброго утра») . 6 мая группу покинула Хитоми Ёсидзава — последняя из участниц четвёртого поколения и последняя из участниц времен миллионных продаж. Мики Фудзимото стала лидером, но менее чем через месяц была исключена.
В 2008 после выпуска «Resonant Blue» были проведены концерты в Сеуле и Шанхае.
В 2009 вышел 39-й сингл «Shouganai Yume Oibito». Следующий сингл «Nanchatte Renai» разошёлся тиражом в 70 000 экземпляров, чего не было с 2005 года. Затем группа выступила на Anime Expo в Лос-Анджелесе. В том же году самый продолжительный период без изменения состава (более двух лет) завершился уходом Кусуми Кохару. Годом позже Morning Musume выступили на Japan Expo в Париже. Группу покинули сразу три участницы: Эри Камэи, Цянь Лин и Ли Чунь.
В 2010 по результатам прослушивания в девятое поколение к группе присоединились четыре девушки: Рихо Саяси, Эрина Икута, Канон Судзуки и Мидзуки Фукумура. Через неделю Ай Такахаси объявила о завершении карьеры. 29 сентября того же года Аюми Исида, Харука Кудо, Масаки Сато и Харуна Иикубо прошли прослушивание в десятое поколение.

### 2012—2013
5 января 2012 группа AKB48 побила рекорд Morning Musume по общему количеству проданных синглов. 
48-й сингл «Pyoko Pyoko Ultra» разошёлся минимальным тиражом за всю историю группы — 31 000 копий. Риса Ниигаки, а затем и Айка Мицуи вышли из состава Morning Musume.
Таким образом, группа состояла из 10 человек, 8 из которых присоединились менее года назад. С тех пор лидером является Саюми Митисигэ, и на сегодняшний день она рекордсмен по времени пребывания в Morning Musume (более 10 лет).
И 50-й сингл «One•Two•Three / The Matenrou Show» в первую неделю продаж разошёлся тиражом более чем в 100 000 экземпляров (впервые за десять лет), резко подняв популярность группы. 14 сентября Сакура Ода прошла прослушивание в одиннадцатое поколение.
Следующие синглы «Wakuteka Take a Chance» и «Help me!!» закрепили успех группы. «Help me!!» занял первую строчку чартов, это же достижение повторил «Brainstorming/Kimi Sae Ireba Nani mo Iranai», таким образом, впервые с 2003 года два последовательных сингла Morning Musume покорили Oricon. Рэйна Танака объявила об уходе, так как решила создать свою собственную группу.
54-й сингл «Wagamama Ki no Mama Ai no Joke / Ai no Gundan» разошёлся большим тиражом, чем «One•Two•Three / The Matenrou Show», и стал третьим синглом в цепочке топ-песен чартов. Прослушивание в двенадцатое поколение не прошёл никто.
По результатам 2013 года группа стала одной из самых успешных женских идол-групп Японии, уступая лишь AKB48 и родственным проектам (SKE48, NMB48, HKT48 и Nogizaka46).

### 2014: Morning Musume '14
1 января название группы изменилось на Morning Musume '14.
29 января состоялся релиз 55-го сингла «Egao no Kimi wa Taiyou sa / Kimi no Kawari wa Iyashinai / What is LOVE?», вновь обновив недавние рекорды: в первый день продажи составили 119 000 копий — больше, чем общие продажи любого сингла группы с 2004 по 2013-й годы. Сингл стал четвёртым подряд на первой строчке чартов — впервые за всю историю Morning Musume.
15 марта было объявлено о новом прослушивании, причём участвовать могут девушки независимо от национальности и страны проживания.
16 августа состоялся релиз 56-го сингла «Toki wo Koe Sora wo Koe / Password is 0», также возглавив чарты.
29 апреля было объявлено о выпуске Саюми Митисигэ.
30 апреля были объявлены 4 девушки, которые успешно прошли прослушивание в 12-е поколение: Харуна Огата, Мики Нонака, Мариа Макино, Аканэ Хага.
5 октября группа выступила в Нью-Йорке в Best Buy Theater перед 2000 аудиторией фанатов.
15 октября состоялся релиз 57-го сингла «TIKI BUN / Shabadaba Doo~ / Mikaeri Bijin», последний сингл для Саюми Митисигэ.
29 октября состоялся релиз 14-го студийного альбома 14shou ~The message~.
26 ноября Саюми Митисигэ выпускается из группы, вместо неё лидером стала Мидзуки Фукумура, и суб-лидеры Эрина Икута и Харуна Иикубо.

### 2015: Morning Musume '15
1 января группа изменила своё название на Morning Musume '15.
14 февраля было объявлено, что Харуна Иикубо будет официальным наставником 12-го поколения, возвращая систему с 2011 года.
15 апреля состоялся релиз 58-го сингла «Seishun Kozou ga Naiteiru / Yuugure wa Ameagari / Ima Koko Kara», это первый сингл для 12-го поколения.
19 августа состоялся релиз 59-го сингла «Oh my wish! / Sukatto My Heart / Imasugu Tobikomu Yuuki».
29 октября Рихо Саяси объявила о своём выпуске из группы 31 декабря 2015 года во время концерта Hello! Project COUNTDOWN PARTY 2015 ~GOOD BYE & HELLO!~.
16 декабря группа выступила на телевидении вместе с другими идолами, такими как ℃-ute, ANGERME, AKB48, Nogizaka46, и Momoiro Clover Z.
29 октября состоялся релиз 60-го сингла «Tsumetai Kaze to Kataomoi / ENDLESS SKY / One and Only», последнего для Рихо Саяси, песня «One and Only» стала первым синглом группы, написанная полностью на английском языке.

### 2016: Morning Musume '16
1 января название группы изменилось на Morning Musume '16.
2 января во время концерта Hello! Project 2016 WINTER ~DANCING! SINGING! EXCITING!~ было объявлено прослушивание в 13-е поколение.
7 февраля Канон Судзуки объявила о своём выпуске из группы 31 мая во время весеннего тура Morning Musume '16 Concert Tour Haru ~EMOTION IN MOTION~.
С 26 по 28 февраля Morning Musume прибывали в Хьюстоне на фестивале Anime Matsuri и выступили там с концертом.
11 мая состоялся релиз 61-го сингла «Utakata Saturday Night! / The Vision / Tokyo to Iu Katasumi», последний сингл для Канон Судзуки.
23 ноября состоялся релиз 62-го сингла «Sexy Cat no Enzetsu / Mukidashi de Mukiatte / Sou Janai». В этот же день, в ходе осеннего тура Morning Musume '16 Concert Tour Aki ~MY VISION~, было объявлено, что 13-е поколение будет выбрано из стажёров Hello!Pro Kenshuusei.
12 декабря, пройдя прослушивания в 13-е поколение, к группе присоединились Каэдэ Кага и Рэйна Ёкояма.

### 2017: Morning Musume '17
1 января название группы изменилось на Morning Musume '17.
12 января было объявлено, что группа будет сотрудничать с Marukome и выпустит ремейк на песню «Morning Coffee» под названием «Morning Misoshiru» для продвижения новых мисо-супов компании с тем же названием. Так же было объявлено, что Харука Кудо стала наставником 13-го поколения.
25 января Morning Musume '17 сделали коллаборацию с Рино Сасихара из HKT48, они назвались Sashining Musume и выпустили сингл «Get You!» на 8-м альбоме AKB48.
8 марта состоялся релиз 63-го сингла под названием «BRAND NEW MORNING / Jealousy Jealousy».
12 марта группа выступила на SKY PerfecTV! Ongakusai 2017.
25 июня Morning Musume '17 впервые в истории группы выступили в Гонконге.
12 и 19 марта некоторые участницы группы появились на тайваньском шоу Путешествие по Японии (яп. 日本天南地北遊 Traveling All Over Japan). Девочки разделились на группы и провели экскурсию для тайваньских знаменитостей, в первом эпизоде Кюсю, а во втором - Хоккайдо и Окинава.
24 марта анонсировали новую программу на радио с участием 12-го и 13-го поколений.
25 марта было анонсировано, что Morning Musume '17 и Angerme появятся в новом игровом приложении для смартфонов под названием Hello! Project Hina Fest "Idol Nama Gassen" ~Kunitori Tenka Touitsu Hen~, 16 апреля, в честь выхода этого игрового приложения, состоялось мероприятие "живое сражение".
10 апреля стало известно, что группа будет участвовать в рекламной кампании Ceka Paka PLAY DREAM CAMPAIGN - на этот раз они будут представлять профессиональную бейсбольную интерлигу Nippon Seimei Central・Pacific Inter-League 2017, лидер группы Мидзуки Фукумура в роли Лидера кампании, а остальные участницы поделились по клубам двух Лиг - Центральная лига и Тихоокеанская лига.
29 апреля было объявлено о выпуске Харуки Кудо из группы и Hello! Project в конце осеннего тура группы, в качестве причины было указано, что Харука желает посвятить себя карьере актрисы.
19 мая Масаки Сато и Харука Кудо выпустили сингл «Miss Henkan!!».
26 июня в специальном выпуске Hello! Project Station было сказано, что Тисаки Морито присоединилась к Morning Musume в качестве 14-го поколения, при этом она продолжит свою деятельность в Country Girls.
14 сентября группа отметила своё 20-летие. В этот день прошло мероприятие Morning Musume Kessei 20 Shuunen Kinen Event ~21 Nenme mo Ganbatte Ikimasshoi!~, в котором, помимо текущего состава группы, специальными гостями были бывшие участницы группы Рэйна Танака и Саюми Митисигэ.
4 октября состоялся релиз 64-го сингла под названием «Jama Shinai de Here We Go! / Dokyuu no Go Sign / Wakain da shi!».
3 ноября поступил в продажу цифровой сингл «Ai no Tane (20th Anniversary Ver.)», в записи которого приняло участие первое поколение группы и текущий состав группы.
30 ноября поступил в продажу цифровой сингл «Gosenfu no Tasuki».
6 декабря релиз 15-го студийного альбома с названием 15 Thank you, too.
11 декабря из группы выпустилась Харука Кудо во время концерта Morning Musume Tanjou 20 Shuunen Kinen Concert Tour 2017 Aki ~We are MORNING MUSUME~ Kudo Haruka Sotsugyou Special в Nippon Budokan.

### 2018: Morning Musume '18
1 января название группы изменилось на Morning Musume '18.
28 января поступили в продажу два цифровых сингла: «Hana ga Saku Taiyou Abite» и «Morning Coffee (20th Anniversary Ver.)».
7 февраля состоялся релиз мини-альбома Morning Musume 20th Hatachi no Morning Musume, в записи которого также участвуют бывшие участницы группы.
27 марта было объявлено о выпуске Харуны Огаты из группы и Hello! Project 20 июня в финальный день весеннего тура Morning Musume Tanjou 20 Shuunen Kinen Concert Tour 2018 Haru ~We are MORNING MUSUME~. В качестве причины было указано, что она желает получить высшее образование, для чего она поступила в младший колледж на два года, и, возможно, затем в университет на четыре года, это обучение предполагает интенсивные занятия на полный рабочий день, что будет невозможно совмещать с занятостью айдола.
13 июня состоялся релиз 65-го сингла «Are you Happy? / A gonna». В первый день было продано свыше 100,000 копий, сингл расположился на первой строчке в чарте Oricon, также в чарте Billboard Japan Single Sales первая строчка с продажами за первые три дня 149,359. В чартах Oricon Weekly Single Charts и Billboard Japan Top Single Sales, сингл расположился на первых строчках. В чарте Billboard Japan Hot 100 сингл дебютировал с первой строчки.
19 июня состоялся релиз совместной фотокниги в честь 20-летия группы с названием Morning Musume 20 Shuunen Kinen Official Book, в съёмках которого, помимо текущего состава, также приняли участие: Цунку, Юко Накадзава, Ая Исигуро, Каори Иида, Нацуми Абэ, Асука Фукуда, Кей Ясуда, Мари Ягути, Маки Гото, Рика Исикава, Хитоми Ёшидзава, Нодзоми Цудзи, Ай Такахаси, Риса Ниигаки, Мики Фудзимото, Саюми Митисигэ, Рэйна Танака, Рихо Саяси и Харука Кудо.
17 августа объявили о выпуске Харуны Иикубо из группы и Hello! Project 16 декабря в финальный день осеннего тура Morning Musume '18 Concert Tour Aki ~GET SET, GO!~, при этом она хочет остаться в шоу-бизнесе.
24 октября состоялся релиз 66-го сингла «Furari Ginza / Jiyuu na Kuni Dakara» с бонус-треком «Y Jiro no Tochuu».

### 2019: Morning Musume '19
1 января название группы изменилось на Morning Musume '19.
2 января во время концерта Hello! Project 20th Anniversary!! Hello! Project 2019 WINTER ~YOU & I~ объявили о начале прослушивания в 15-е поколение. Требования к девушкам: жить в Японии, и быть учащейся с 5 по 11 класс; не иметь контрактов с другими агентствами; если младше 15 лет, должна иметь согласие на участие от родителей или опекуна. Срок подачи заявок до 15 февраля 2019 года..
20 марта состоялся релиз сборника Best! Morning Musume 20th Anniversary.
12 июня состоялся релиз 67-го сингла «Jinsei Blues / Seishun Night».
22 июня, в прямом эфире на YouTube-канале группы, были представлены участницы 15-го поколения: Рио Китагава, Хомарэ Окамура, Мэй Ямадзаки.
10 августа группа выступила на фестивале Rock in Japan 2019 перед 60000 зрителями, и это самая большая аудитория перед которой они выступали за всё время существования группы. 12 сентября они также выступили на фестивале NHK WORLD-JAPAN presents SONGS OF TOKYO Festival 2019 и 13 октября на tv asahi DREAM FESTIVAL 2019.

## Стиль
Стиль Morning Musume во многом определяется Цунку — продюсером и автором большинства песен группы.
Группа известна очень широким репертуаром, к тому же за годы существования стиль неоднократно менялся: от фламенко в «Iroppoi Jirettai» до
каёкёку в «Pepper Keibu»; от техно в «Sexy Boy» до элементов дабстепа в «Wagamama Ki no Mama Ai no Joke».
Однако многие песни объединяют поджанры электронной музыки: синти-поп и данс-поп, широко используемые в японской популярной музыке. Также часто к жанрам можно отнести бабблгам-поп.
Как и у других идол-групп, танец у Morning Musume является неотъемлемой частью любой из песен.
Резкое изменение стиля произошло с выпуском «One•Two•Three / The Matenrou Show», когда Morning Musume одними из первых в идол-индустрии стали выступать в стиле EDM.

Комментарий Цунку:

Когда они (Morning Musume) только начинали, я не думал, что смогу написать пятьдесят синглов, но сейчас мне хочется сто! Когда у меня появилось такое чувство, я понял, что хочу сделать пятидесятый сингл хитом.
С этими чувствами я работал над песнями.
Я вложил много энергии, особенно в сторону A (CD-диска).
Первая песня — «One・Two・Three».
Я работал над песней до последней минуты.
Я выбрал тему, но не мог создать желаемое впечатление.
Я писал, избавлялся, переписывал. Я испытывал себя снова и снова, и вот, что получилось.<…>
Оригинальный текст (яп.)
５０枚もシングルを作り続けるとは、デビュー当時思ったこともなかったけど、
ここまで来たら１００枚目指したいな！って欲も出てきたりするわけですが、
それでも、とにかくこの５０枚目を成功させたい！という気持ちで
作品を作ってきました。
特に今回は両Ａ面シングルということでかなり気合が入りました。
まずは１タイトル目に収録されている「Ｏｎｅ・Ｔｗｏ・Ｔｈｒｅｅ」
今回はギリギリまでこの曲を作るのに時間を要しました。
テーマは決まっているものの、なかなかイメージに近づけず、
作っては壊し、また、別のものを作って、何度もチャレンジし、
そしてこの曲のスタイルに仕上がりました。

Комментарий Billboard к недавним успехам Morning musume:

<…>Недавно Morning Musume начали использовать EDM (Electronic Dance Music) как основной стиль, и это огромный шаг для идол-индустрии. Впервые использовав всё растущий по сложности formation dance (в идол-индустрии — танец, в котором каждый танцор представлен как элемент общей картины, в противовес отдельному, синхронному танцу), они достигли высочайшего уровня артистизма в современной идол-индустрии <…>.

Но надо помнить, что новое, невероятное Mornig Musume — результат общей мечты и надежды всех предыдущих участниц.
<…>
Причина по которой Morning Musume — группа участниц в среднем шестнадцати лет, способна показывать невероятный уровень — их отчаянное стремление к тяжёлой работе и наследие тех, кто был до них.

## Прослушивания
В связи с регулярными «выпусками» участниц, состав группы пополняется на прослушиваниях. Как правило, их проходят лишь несколько из тысяч претенденток. Также, в прослушиваниях участвуют девушки из Hello Pro Kenshūsei — проходящие тренировки стажёрки, выбираемые на отдельных прослушиваниях. В сегодняшнем составе бывшими стажёрками являются Мидзуки Фукумура, Сакура Ода, Мариа Макино, Аканэ Хага, Каэдэ Кага и Рэйна Ёкояма.
Несовершеннолетние девушки допускаются к прослушиванию только с разрешения родителей или опекуна, участницы должны быть свободны от контрактов с другими агентствами.
| Название                  | Требования                               | Кол-во участниц | Конкурсная песня* | Трансляция                     | Год  | Результаты                                               |
| ------------------------- | ---------------------------------------- | --------------- | --- | ------------------------------ | ---- | -------------------------------------------------------- |
| Tsuika Audition           | не оглашены                              | 5000            | не установлена | ASAYAN                         | 1998 | Кэй Ясуда, Мари Ягути, Саяка Итии                        |
| 2nd Tsuika Audition       | Минимум учащиеся 7 класса                | 11000           | Summer Night Town | ASAYAN                         | 1999 | Маки Гото                                                |
| 3rd Tsuika Audition       | Минимум учащиеся 7 класса                | 25000           | Голос: Akai Nikkichou (Akagumi 4) Танец: Koi no Dance Site (Morning Musume)                                              | ASAYAN                         | 2000 | Аи Каго, Нодзоми Цудзи, Рика Исикава, Хитоми Ёсидзава    |
| Love Audition 21          | Минимум учащиеся 7 класса                | 25827           | Голос: LOVE Namida Iro (Matsuura Aya) Танец:I LOVE NEW YORK CITY Групповое пение: I WISH (Morning Musume)                | muSix!                         | 2001 | Ай Такахаси, Асами Конно, Макото Огава, Риса Ниигаки     |
| Love Audition 2002        | Учащиеся 7 — 12 классов                  | 12417           | Голос: Akai Freesia (Melon Kinenbi) Танец: Do it! Now (Morning Musume)                                                   | muSix!                         | 2002 | Рэйна Танака, Саюми Митисигэ, Эри Камэи                  |
| Lucky 7 Audition          | Моложе 20 лет, минимум учащиеся 9 класса | неизвестно      | Голос: Haru no Uta (Morning Musume) Танец: Dokusenyoku (Morning Musume)                                                  | Hello! Morning!                | 2004 | —                                                        |
| Audition 2005             | Моложе 22 лет, минимум учащиеся 9 класса | 21611           | не установлена | Hello! Morning!                | 2005 | Кохару Кусуми                                            |
| Happy 8 Ki Audition       | старшеклассницы моложе 21 года           | 6883            | Голос: Aruiteru (Morning Musume) Танец:Ambitious! Yashinteki de Ii jan (Morning Musume)                                  | Hello! Morning!                | 2006 | Айка Мицуи, Ли Чунь, Цянь Линь                           |
| Kuykie Audition           | 10 — 17 лет                              | 9000+           | Голос: Aitai Lonely Christmas (℃-ute) Танец: GET UP! Rapper (SALT5) & CRAZY ABOUT YOU (Minimoni)                         | Bijou Gaku                     | 2010 | Канон Судзуки, Мидзуки Фукумура, Рихо Саяси, Эрина Икута |
| ~Genki Jirushi~ Audition  | 10 — 17 лет                              | 6000+           | Голос: Jishin Motte Yume wo Motte Tobitatsu Kara (Takahashi Ai) Танец: Kare to Issho ni Omise ga Shitai (Morning Musume) | Hello! Pro TIME                | 2011 | Аюми Исида, Масаки Сато, Харука Кудо, Харуна Иикубо      |
| ~Suppin Utahime~ Audition | 10 — 17 лет                              | 7000+           | Голос: Be Alive (Morning Musume) Танец: What’s Up? Ai wa Dou na no yo~ (Morning Musume) & One•Two•Three (Morning Musume) | Hello! SATOYAMA life           | 2012 | Сакура Ода                                               |
| «Mirai Shoujo» Audition   | 10 — 17 лет                              | 6500+           | Голос: Kanashiki Amefuri (℃-ute) Танец: Watashi ga Iu Mae ni Dakishimenakya ne (Juice=Juice)                             | Hello! SATOYAMA life           | 2013 | —                                                        |
| <Golden> Audition         | 10 — 17 лет                              | 8000+           | Голос: Date ja nai yo Uchi no Jinsei wa (Juice=Juice) Танец: Seishun Beat wa 16 (Hello Pro Kenshuusei)                   | The Girls live                 | 2014 | Харуна Огата, Мики Нонака, Мариа Макино, Аканэ Хага      |
| Shinseki Audition         | 10 — 17 лет                              | неизвестно      | неизвестно | Hello! Project Station         | 2016 | Каэдэ Кага, Рэйна Ёкояма                                 |
| LOVE Audition             | Учащиеся 5 — 11 классов                  | 4,500+          | Голос и танец групповое: Help me!! (Morning Musume). Голос и танец сольно: Only you (Morning Musume)                     | Morning Musume Youtube Channel | 2019 | Рио Китагава, Хомарэ Окамура, Мэй Ямадзаки               |

* в прослушиваниях с несколькими песнями только первая использовалась для тестирования вокала, остальные — для хореографии
Шестое и двенадцатое прослушивания закончились безрезультатно, соответственно в нумерации поколений они не учитываются.

## Дискография
- Студийные альбомы:
  - First Time (1998)
  - Second Morning (1999)
  - 3rd: Love Paradise (2000)
  - 4th Ikimasshoi! (2002)
  - No. 5 (2003)
  - Ai no Dai 6 Kan (2004)
  - Rainbow 7 (2006)
  - SEXY 8 BEAT (2007)
  - Platinum 9 Disc (2009)
  - 10 MY ME (2010)
  - Fantasy! Juuichi (2010)
  - 12, Smart (2011)
  - 13 Colorful Character (2012)
  - 14shou ~The message~ (2014)
  - 15 Thank you, too (2017)
  - 16th ~That's J-POP~ (2021)